# Скельник
Скельник (Chaetops) — рід горобцеподібних птахів, єдиний у родині Chaetopidae.

## Поширення
Ендеміки Південної Африки. Скельники поширені у горах ПАР та Лесото.

## Опис
Дрібні птахи, завдовжки 21–25 см. За зовнішнім виглядом схожі на дроздів, з сплющеною головою, тонким і загостреним дзьобом, сильними ногами, закругленими крилами і довгим, овальним хвостом з бахромою. Оперення коричневого, білого та рудого забарвлення.

## Спосіб життя
Скельники живуть сімейними групами. Більшу частину життя вони проводять на землі, блукаючи між скелями і високою травою в пошуках їжі. Літають дуже рідко та неохоче. Раціон складається з великих комах та інших безхребетних, а також дрібних хребетних. Зрідка може поїдати також фрукти і ягоди.
Моногамні птахи. Обидві статі співпрацюють у будівництві гнізда, у висиджуванні і вигодовуванні пташенят. Гніздо будуєтьсяна землі з сухої трави. Інкубація триває близько трьох тижнів. Пташенята стають самостійними через тридцять днів після вилуплення.

## Таксономія
Спершу цих птахів відносили до дроздових, потім їх зараховували до кропив'янкових і тимелієвих, проте останнє дослідження ДНК показує, що насправді вони — примітивні горобині. Найближчими родичами скельників є австралійські гологолови.

### Види
- Скельник східний (Chaetops aurantius)
- Скельник великий (Chaetops frenatus)

Інколи обидва види відносять до одного виду Chaetops frenatus з двома підвидами.